# Used (Huesca)
Used (aragonesisch Usé) ist ein spanischer Ort in der Provinz Huesca der Autonomen Gemeinschaft Aragonien. Used, im Pyrenäenvorland liegend, gehört zur Gemeinde Sabiñánigo. Der Ort war von 2016 bis 2020 unbewohnt, hatte im Jahr 2021 aber wieder eine Einwohnerin.

## Geographie
Der Ort liegt etwa 26 Kilometer (Luftlinie) südöstlich von Sabiñánigo.

## Geschichte
Der Ort wurde 1218 erstmals erwähnt.

## Sehenswürdigkeiten
- Kirche San Martín, ursprünglich romanisch und im 17. Jahrhundert verändert
- Ermita de Can